# PHPEdit
PHPEdit é uma IDE comercial especifica para PHP, incluindo suporte ao uso de frameworks, desenvolvida pela empresa francesa WaterProof SARL. 
É executado somente no Windows, sendo é projetado principalmente para o PHP, mas tem suporte muitas outras linguagens, tais como CSS, HTML, Javascript, INI, PHPEditScript, PlainText, SQL, XML e XSLT. 
Está IDE se destaca principalmente por seu suporte completo ao uso de frameworks integrados como o Prado Frameworks e Symfony, e ainda a possibilidade de carregar todas as classes de outros frameworks fazendo com que a IDE auto-complete o usuário na hora de digitar seus códigos.
Atualmente uma licença profissional do PHPEdit para uso comercial custa € 89,00. 
Uma licença gratuita é oferecida para uso não comercial (Página pessoal próprio ou estudos).

## Principais Ferramentas
- Suporte a Prado Framewoks
- Suporte a Symfony
- Fragmentos de códigos compartilhados por todos usuários
- Sintaxe para várias linguagens: CSS, HTML, Javascript, INI, PHPEditScript, PHP, PlainText, SQL, XML e XSLT
- Sugestão de códigos para o HTML, SQL e PHP
- Formação de códigos
- Depuradores  de códigos PHP
- Verificação automática de sintaxe
- Gerador Ajuda
- Relatório Tarefa
- Atalhos pessoais
- Mais de 150 comandos de script
- Teclado modelos
- File Explorer
- FTP Explorer
- EZ Publicar integração
- CVS e SVN integração
- Solution Explorer
- Database Explorer
- Código navegador
- Visual Query Builder
- Gerente de Projetos
- Manuais integrados
- Multi-idiomas, inclusive português do Brasil

## História
No início, houve PHPEdit, um projeto pessoal criado por Sébastien Hordeaux em 1999. Distribuído gratuitamente pela Internet, o projecto da comunidade cresceu até atingir mais de 200.000 usuários. Durante este período de crescimento, Sébastien reuniu John Knipper, Bertrand Dunogier e Daniel Lucazeau.  Em Abril de 2004 que o ajudou a criar WaterProof SARL.